# Lohsdorf (Hohnstein)
Lohsdorf ist ein Ortsteil von Hohnstein im Landkreis Sächsische Schweiz-Osterzgebirge.

## Geographie
Lohsdorf liegt östlich der sächsischen Landeshauptstadt Dresden im Norden der Sächsischen Schweiz. Es befindet sich im Nordosten des Landkreises Sächsische Schweiz-Osterzgebirge. Das Waldhufendorf, dessen Ortsbild zahlreiche Bauerngüter und alte Häusleranwesen prägen, liegt in einem Seitentälchen des Schwarzbachtals. Die Flur zieht sich in langen Streifen (Waldhufen) von den Gehöften hinter dem Dorfbach 1,5 Kilometer weit nach Südwesten hin. Der Lohsdorfer Ortsteil Sorge bildet eine Häuserreihe, die sich am linken Ufer des Schwarzbachs an den Steilhang anlehnt. Im Oberlauf nördlich Lohsdorfs ist das Schwarzbachtal sanft in die Hochfläche eingesenkt und bildet ein Wiesental.
Von der höchsten Erhebung der Flur, dem 414 Meter hohen Gickelsberg südlich des Ortes, ist ein Ausblick über weite Teile der Sächsischen Schweiz möglich. Vor allem Hanglagen in den südlichen und westlichen Randgebieten der Gemarkung Lohsdorf sind bewaldet. Der weitaus größte Teil der rund 484 Hektar umfassenden Flur wird landwirtschaftlich genutzt. Benachbart sind die Hohnsteiner Ortsteile Ulbersdorf im Osten, Goßdorf im Süden, Waitzdorf im Südwesten, Hohnstein im Westen und Ehrenberg im Norden. Nächster Ort in nordöstlicher Richtung, getrennt durch die Ehrenberger Flur Überschar, ist Krumhermsdorf, ein Ortsteil von Neustadt in Sachsen.
Die wichtigste Straße auf Lohsdorfer Flur ist die Straße An der Sorge, die als Staatsstraße 165 im Schwarzbachtal verläuft und Lohsdorf mit Ulbersdorf und Ehrenberg verbindet. Von ihr zweigt die Niederdorfstraße ab, die gemeinsam mit der Oberdorfstraße den Dorfkern erschließt. Eine direkte Straßenverbindung besteht außerdem nach Waitzdorf. Lohsdorf ist an das Busnetz des Regionalverkehrs Sächsische Schweiz-Osterzgebirge (RVSOE) angeschlossen.
Lohsdorf liegt an der ehemaligen Schmalspurbahn Goßdorf-Kohlmühle–Hohnstein (auch Schwarzbachbahn), die im Mai 1951 eingestellt und direkt anschließend abgebaut wurde. Erhalten blieben nur die Hochbauten und alle Brücken. Der Verein Schwarzbachbahn e. V. hat den Bahnhof Lohsdorf inklusive der Gleisanlagen originalgetreu wiederaufgebaut.